# Bíblia de Thomas Jefferson

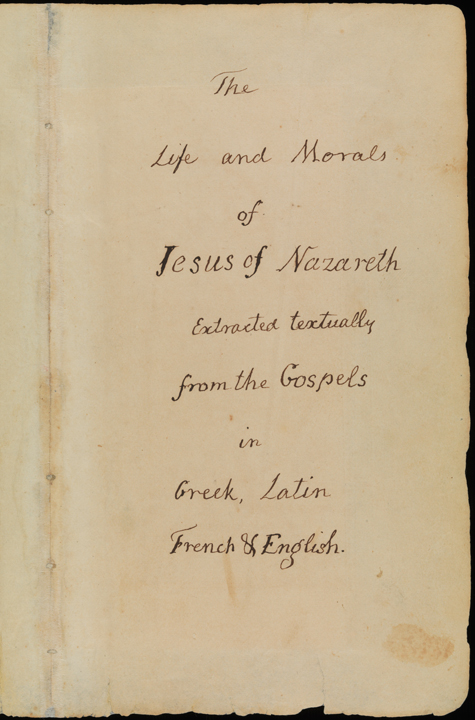
Bíblia de Thomas Jefferson

A Vida e Moral de Jesus de Nazaré, comumente chamada de Bíblia de Thomas Jefferson, é uma das duas obras religiosas produzidas por Thomas Jefferson. Jefferson compilou os manuscritos, mas nunca os publicou. O primeiro, "A Filosofia de Jesus de Nazaré", foi concluído em 1804, mas não existem cópias hoje. A Bíblia de Thomas Jefferson foi publicada pelo Congresso dos Estados Unidos. Thomas Jefferson eliminou todas as referências ao sobrenatural e limitou-se aos ensinamentos morais de Jesus, deixando de fora os milagres, como Jesus andando sobre as águas, ressuscitando Lázaro e multiplicando pães e peixes. A Bíblia termina com o sepultamento de Jesus na sexta-feira e não com a ressurreição no domingo de Páscoa.